# Leonardo Spinazzola
Leonardo Spinazzola (ur. 25 marca 1993 w Foligno) – włoski piłkarz grający na pozycji pomocnika we włoskim klubie SSC Napoli.

## Kariera klubowa
Treningi piłkarskie rozpoczął w Virtusie Foligno w wieku 6 lat. W wieku 14 lat trafił do AC Siena, a w wieku 17 lat – do Juventusu, do którego był wypożyczony. W czerwcu 2012 został wykupiony przez Juventus, jednakże Siena wciąż miała połowę praw do zawodnika. W lipcu 2012 został wypożyczony do Empoli FC. W styczniu 2013 został wypożyczony do Virtusu Lanciano, a w sierpniu 2013 do AC Siena. W sierpniu 2014 został wypożyczony do Atalanty BC. W lutym 2015 został wypożyczony do Vicenzy Calcio, a w lipcu 2015 do Perugii Calcio. W lipcu 2016 został wypożyczony na dwa sezony do Atalanty BC.

## Kariera reprezentacyjna
Młodzieżowy reprezentant Włoch. W dorosłej reprezentacji zadebiutował 28 marca 2017 w wygranym 2:1 meczu towarzyskim z Holandią. 2 Lipca 2021 podczas  wygranego meczu z Belgią w ramach Euro 2020 doznał zerwania ścięgna Achillesa boisko opuścił na noszach